# Estadio Anaconda

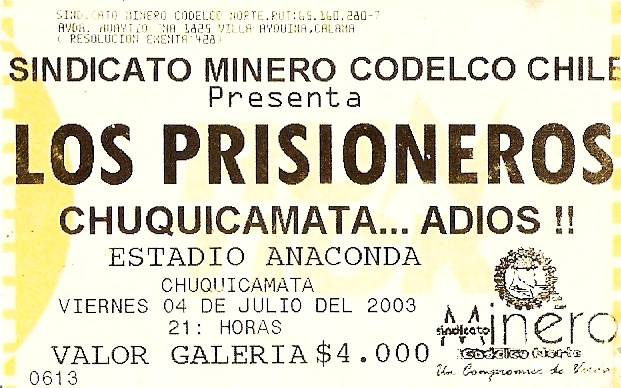
Entrada al recital de Los Prisioneros en el estadio.

Estadio Anaconda, estadio chileno ubicado en Chuquicamata. Nunca tuvo la localía de un equipo de fútbol de primera división, sin embargo Cobreloa lo ocupó en un par de oportunidades como tal.
Recibe su nombre de la Anaconda Copper Company, empresa estadounidense propietaria de la mina de Chuquicamata y del estadio hasta el proceso de nacionalización del cobre en la década de 1970. Luego de ello pasó a manos de Codelco Chile, minera estatal chilena.
El 4 de julio de 2003 se realizó un concierto de la banda chilena Los Prisioneros en el marco de su gira de reencuentro. Su ocupación comenzó a decaer con el desalojo de la localidad de Chuquicamata, que se completó en 2007. Desde ese año está prácticamente abandonado.